# Sellapan Ramanathan

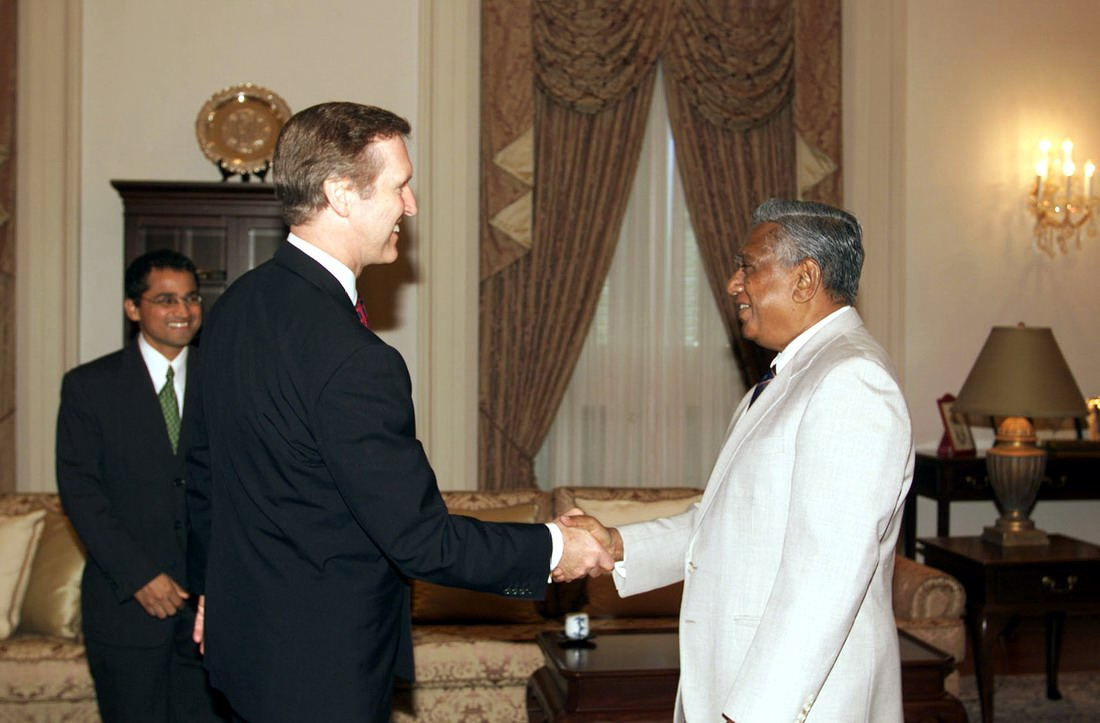
Ramanathan (dir.) com William Cohen, do governo dos EUA.

Sellapan Ramanathan (Singapura, 3 de julho de 1924 – 22 de agosto de 2016) foi o sexto presidente de Singapura de 1999 a 2011. Referido frequentemente como S R Nathan, foi eleito presidente em 18 de agosto de 1999, sem oponentes, sucedendo a Ong Teng Cheong e tendo tomado posse em 1 de setembro de 1999.
Nathan é singapuriano de ascendência indiana tâmil. Passou sua infância com suas três irmãs mais velhas e seus pais, V. Sellapan e Apiram, em Muar, Johor. Sua família acabou repleta de dívidas quando a indústria de borracha passou por uma crise e foi enviado para morar em Singapura com um tio, sendo educado em várias escolas anglo-chinesas. Começou a trabalhar antes de completar seus estudos. Durante a ocupação japonesa de Singapura, trabalhou como tradutor para a Polícia Civil japonesa. Após a guerra, enquanto trabalhava, completava sua educação secundária através de estudos próprios e entrou na Universidade de Malaya (então em Singapura), graduando-se em 1954 com um diploma em Estudos Sociais.
Passou por diversas carreiras, entre as de maior destaque está sua carreira diplomática, onde trabalhou como embaixador e no Alto Comissariado singapuriano; além de ter estado na direção de algumas empresas, como a Mitsubishi de Singapura.
Foi eleito em 18 de agosto de 1999 (como o único candidato elegível e portanto sem oponentes) como presidente da República de Singapura. Em 12 de julho de 2005, Nathan anunciou suas intenções para reeleição como presidente. Submeteu uma aplicação para elegibilidade ao Comitê de Eleições Presidenciais; até 6 de agosto outras três pessoas tinham se inscrito também, porém tiveram suas aplicações rejeitadas e novamente Ramanathan retornou sem oposição, no dia 17 de agosto.
Morreu em  22 de agosto de 2016, aos 92 anos. 